# Marion County, Iowa
Marion County är ett administrativt område i delstaten Iowa, USA, med 33 309 invånare. Den administrativa huvudorten (county seat) är Knoxville.

## Geografi
Enligt United States Census Bureau har countyt en total area på 1 478 km². 1 435 km² av den arean är land och 42 km² är vatten.

### Angränsande countyn
- Jasper County - norr
- Mahaska County - öst
- Monroe County - sydost
- Lucas County - sydväst
- Warren County - väst